# Estádio Luigi Ferraris
O Estádio Luigi Ferraris (apelidado de Marassi) é um estádio localizado em Gênova, na Itália. É a casa dos times de futebol Genoa 1893 e UC Sampdoria.
Inaugurado em 22 de Janeiro de 1911 no bairro de Marassi (da onde vem o apelido), com um jogo entre Genoa 1893 e Internazionale, com capacidade para 20.000 torcedores. Em 1 de Janeiro de 1933, foi rebatizado com o nome de Luigi Ferraris, capitão do Genoa e héroi da Primeira Guerra Mundial pela Itália.
Recebeu uma partida da Copa do Mundo de 1934, a derrota brasileira por 3 a 1 para a Espanha.
Em 1987 foi demolido e reconstruído, recebendo quatro partidas da Copa do Mundo de 1990. 
Atualmente o estádio tem capacidade para 33.205 torcedores, mas o recorde de público no estádio é de 60.000 torcedores, num jogo entre Itália e Portugal, com vitória de 4 x 1 dos italianos, em 27 de Fevereiro de 1949.

## Principais partidas

### Copa do Mundo de 1934
| 27 de maio | Oitavas-de-Final | Espanha | 3 – 1 | Brasil | 21,000 |

### Copa do Mundo de 1990
| 11 de junho | 1ª Fase - Grupo C | Costa Rica | 1 – 0                                             | Escócia    | 30,867 |
| 16 de junho | 1ª Fase - Grupo C | Escócia    | 2 – 1                                             | Suécia     | 31,823 |
| 20 de junho | 1ª Fase - Grupo C | Suécia     | 1 – 2                                             | Costa Rica | 30,223 |
| 25 de junho | Oitavas-de-Final  | Irlanda    | (5 – 4) Pênaltis 0 - 0 Tempo Normal e Prorrogação | Romênia    | 31,818 |